# Sergej Vasil'evič Ivanov (pittore)
Sergej Vasil'evič Ivanov (in russo Иванов, Сергей Васильевич?; Ruza, 16 giugno 1864 – Mosca, 16 agosto 1910) è stato un pittore russo.

## Biografia
Ivanov studiò all'Istituto di pittura, scultura e architettura di Mosca, fu un rappresentante del gruppo di artisti realisti russi denominato Peredvižniki (Ambulanti) e divenne il primo pittore russo a dedicarsi al mondo operaio e contadino.
Nel 1882 frequentò l'Accademia russa di belle arti a San Pietroburgo.
Successivamente viaggiò intensamente per la Russia e si distinse per la documentazione della vita quotidiana dei lavoratori, soprattutto con le sue acqueforti.
Insegnò presso numerosi istituti, tra i quali l'Università Statale di Arti e Industria Stroganov.
Si distinse anche come illustratore; creò disegni per libri classici di Gogol, Lermontov e Puškin.

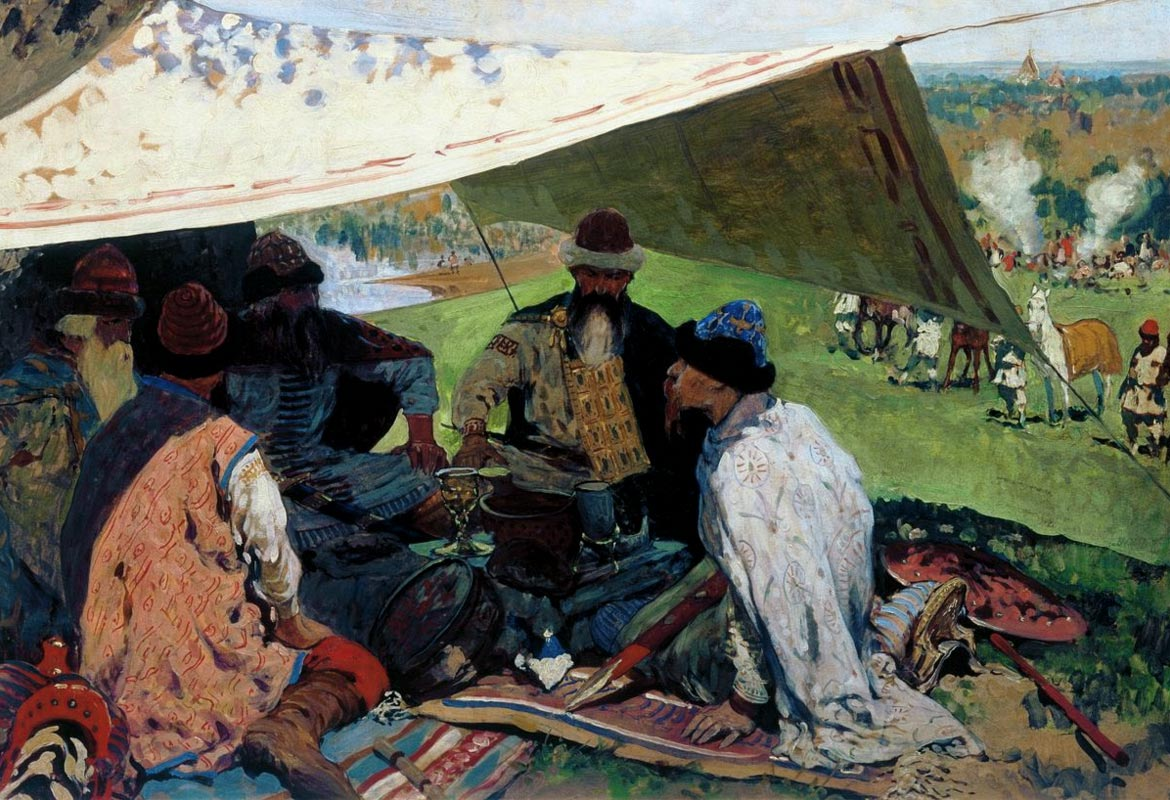
Monomachos' Princely Congress at Uvetichi.
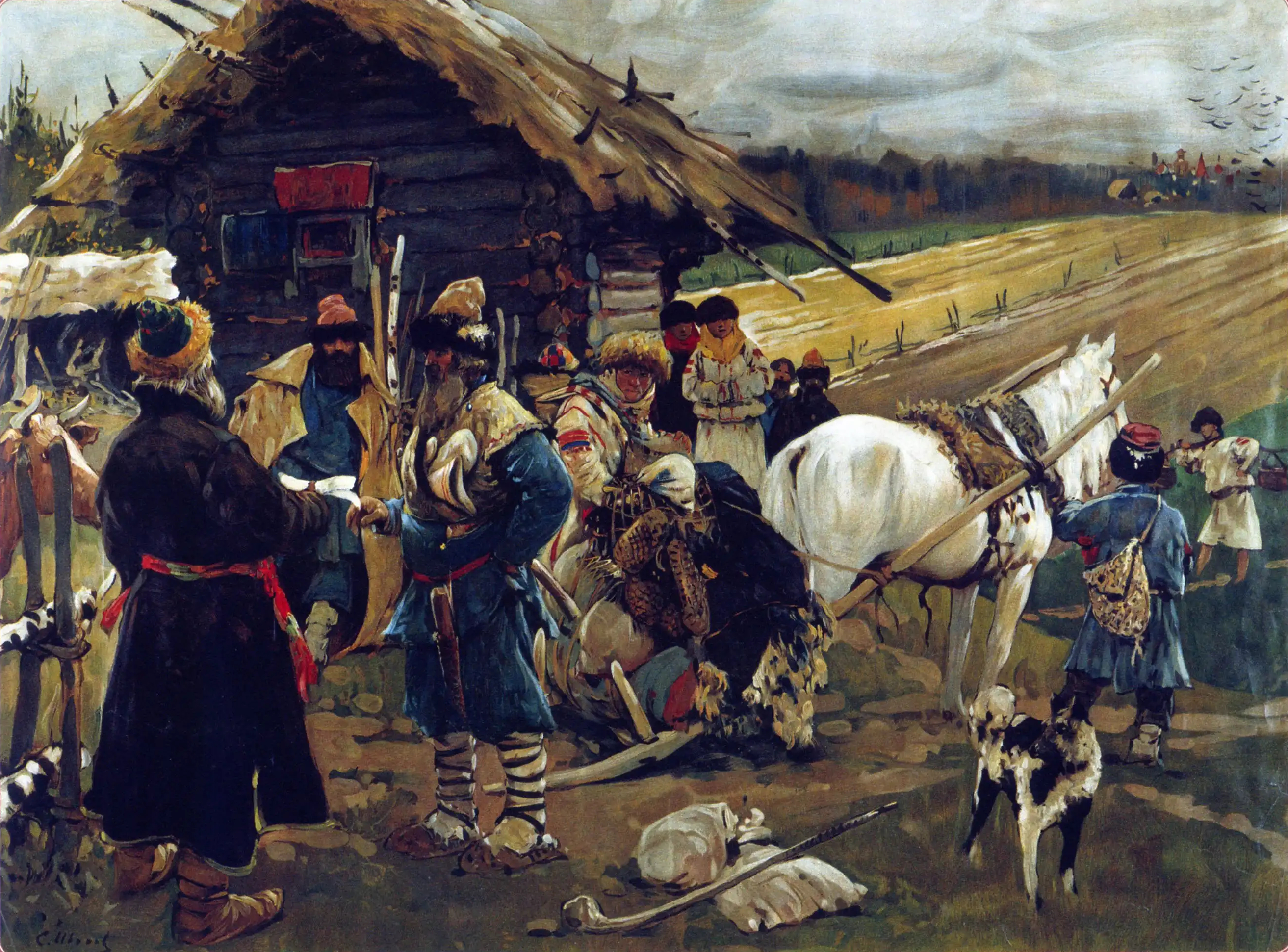
A Peasant Leaving His Landlord on Yuri's Day.
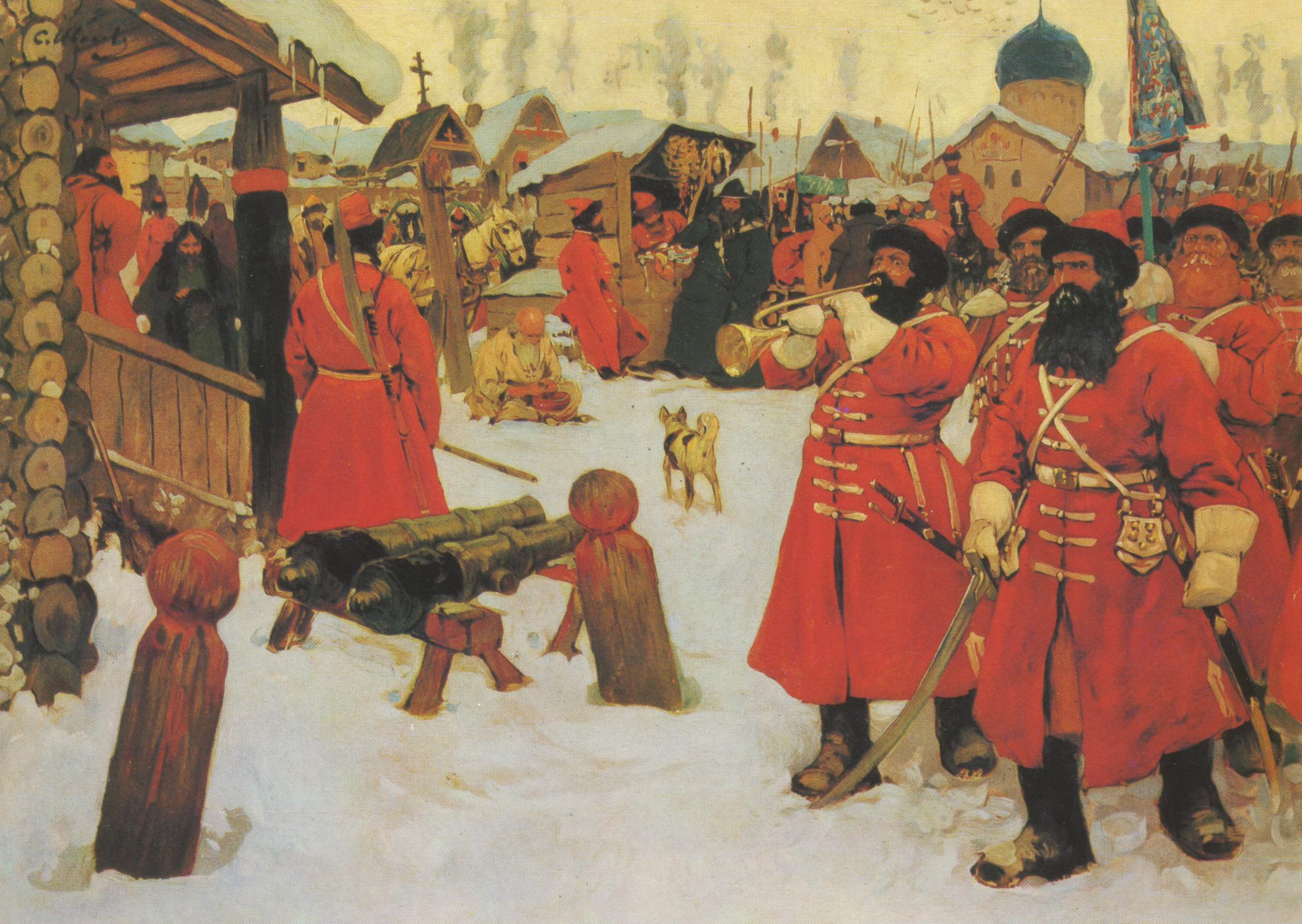
Strel'cy.
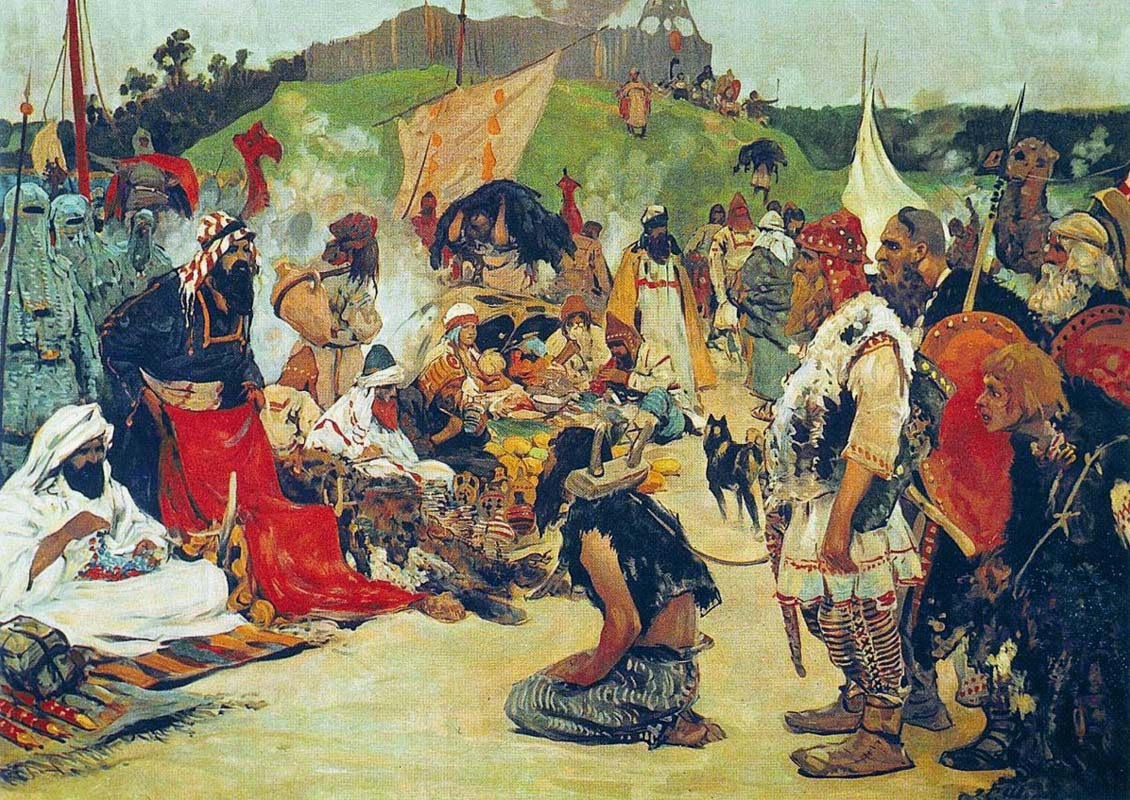
Slave Trade in the Camp of East Slavs.
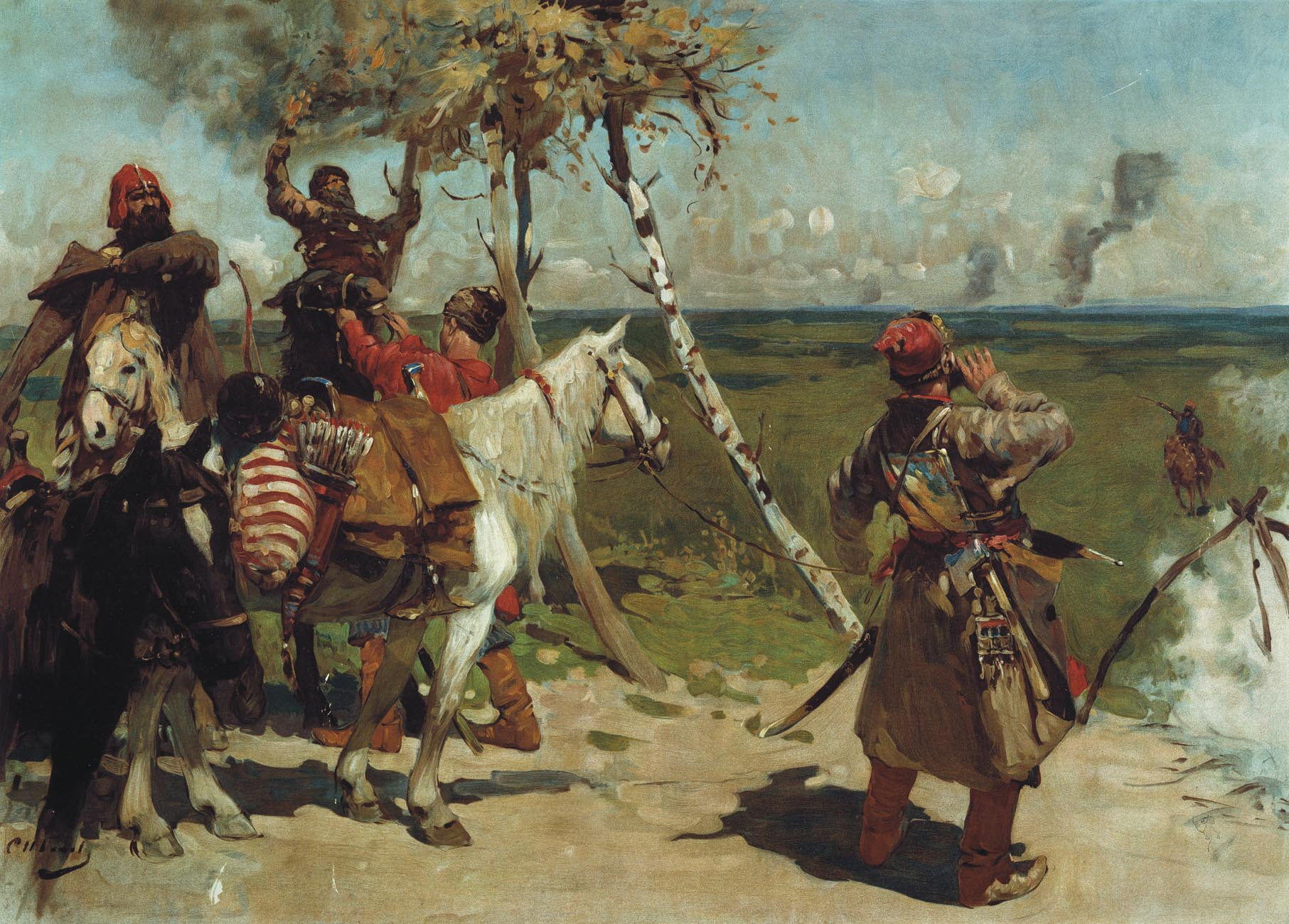
At the Southern Border of Muscovy.
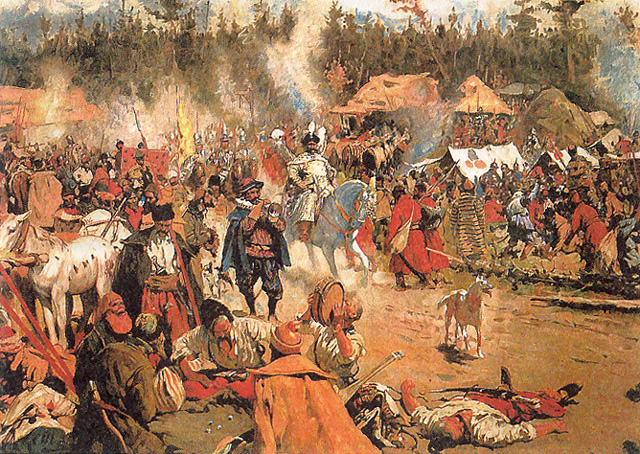
A Scene from the Time of Troubles.
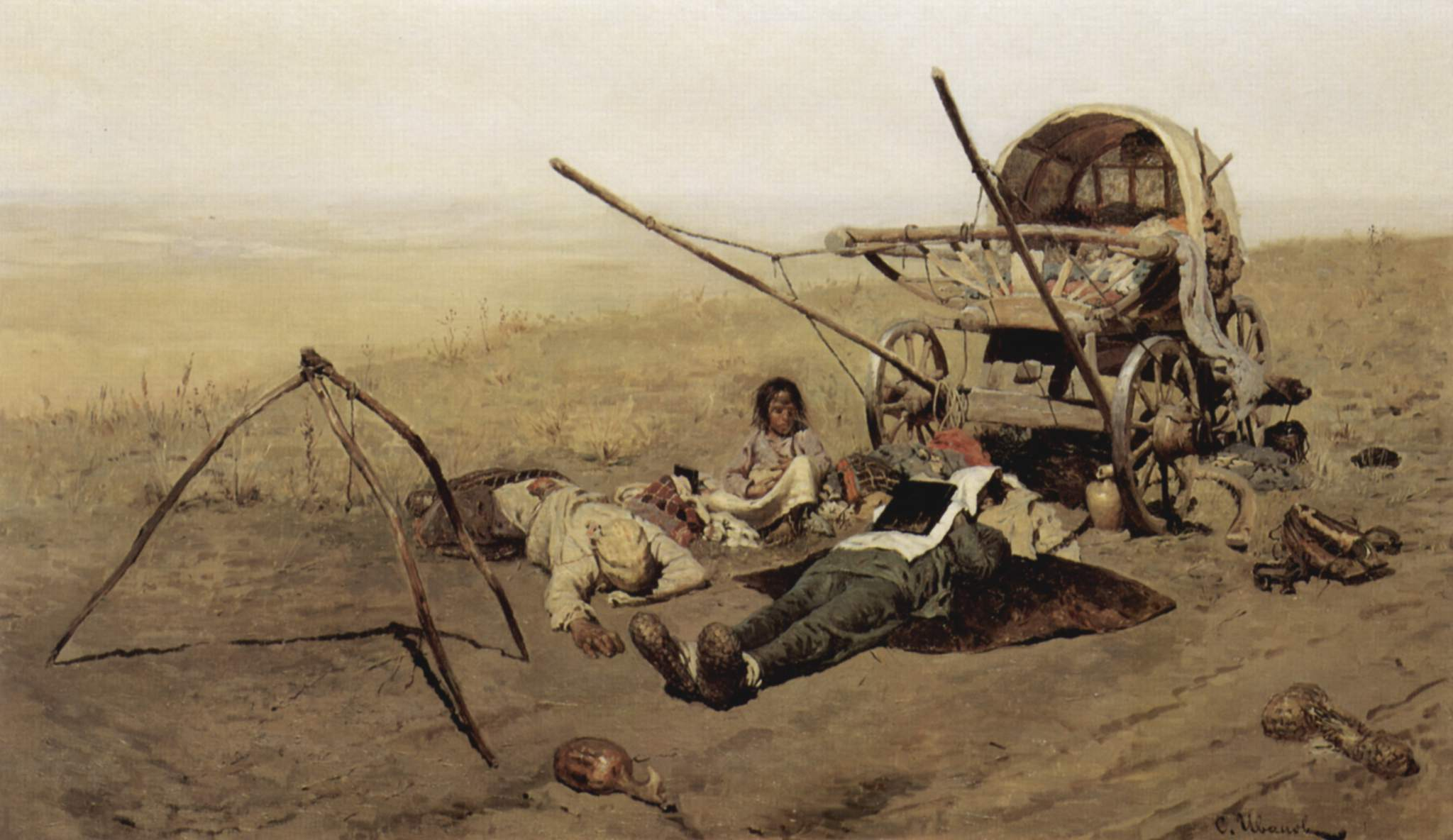
On the Road, the Death of a Resettler.
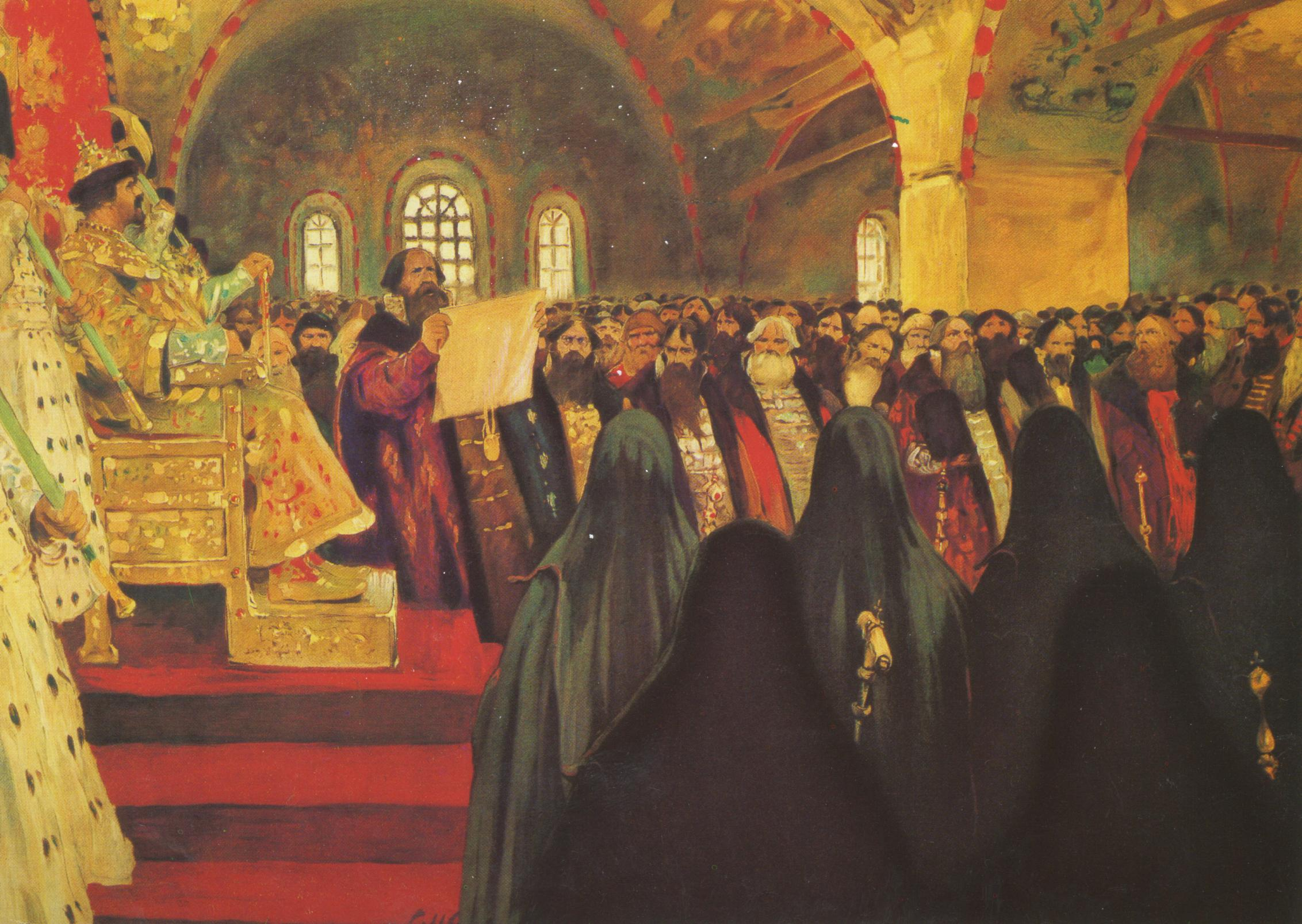
Zemskij sobor.